# Sankt Stephan
Sankt Stephan (tyskt uttal: [zaŋkt ˈʃtɛfan], franska: Saint-Etienne) är en ort och kommun i distriktet Obersimmental-Saanen i kantonen Bern i Schweiz. Kommunen har 1 315 invånare (2023).
I kommunen finns även orten Matten.